# Cosmethis siriella
Cosmethis siriella är en fjärilsart som beskrevs av Druce 1888. Cosmethis siriella ingår i släktet Cosmethis och familjen mätare. Inga underarter finns listade i Catalogue of Life.